# Alan Ayckbourn
Alan Ayckbourn (Londra, 12 aprile 1939) è un drammaturgo britannico.

## Biografia

### Infanzia e primi anni
Ayckbourn è nato ad Hampstead, quartiere di Londra. Sua madre, Irene "Lolly" Worley, era scrittrice di storie brevi con lo pseudonimo di "Mary James". Suo padre, Horace Ayckbourn, era primo violino alla London Symphony Orchestra. I suoi genitori non si sono mai sposati e si separarono poco dopo la fine della Seconda guerra mondiale.
Ayckbourn ha frequentato la Wisborough Lodge, una scuola preparatoria nei pressi del paesino di Wisborough Green, West Sussex, dove all'età di 10 anni ha scritto la sua prima opera teatrale.
In seguito, egli ha frequentato lo Haileybury and Imperial Service College, una prestigiosa e facoltosa scuola superiore. In quegli anni, ha preso parte a diverse tournée in Europa e America con la compagnia di teatro scolastica.

### Età adulta
Dopo il diploma, a 17 anni, Ayckbourn ha svolto varie mansioni prima di accettare un lavoro temporaneo allo Scarborough Library Theatre, dove ha conosciuto il direttore artistico, Stephen Joseph, che sarebbe diventato per lui come un padre.
Nel 1957, Ayckbourn ha sposato una donna della compagnia del Library Theatre, Christine Roland, dalla quale ha avuto due figli, Steven e Philip. Le sue prime sceneggiature sono state scritte insieme a lei, sotto lo pseudonimo di "Roland Allen". I due si sono separati nel 1971.
Nel periodo della separazione, Ayckbourn ha iniziato a convivere con l'attrice Heather Stoney, conosciuta dieci anni prima. I due si sono sposati solo nel 1997, quando Ayckborun ha divorziato ufficialmente dalla prima moglie. Essendo stato nominato baronetto pochi mesi prima del divorzio, entrambe le mogli possono fregiarsi del titolo di Lady Ayckbourn.
È autore di brillanti commedie di ambiente moderno borghese tra cui Camere da letto (Bedroom Farce), Family Circles, Sinceramente bugiardi (Relatively Speaking) e Confusioni (Confusions).
Nel 1987 è stato insignito del titolo di Commendatore dell'Ordine dell'Impero Britannico.
Ha pubblicato anche il manuale The Crafty Art of Playmaking, sul mestiere di scrivere e di dirigere i testi teatrali. La traduzione italiana di Leonardo Franchini è stata pubblicata da Audino di Roma con il titolo L'ingegnosa arte di fare teatro.

## Commedie complete
Alan Ayckbourn ha pubblicato 75 commedie complete.
| Numero commedia | Titolo                          | Serie                           | Debutto Scarborough | Debutto West End | Debutto Broadway |
| 1               | The Square Cat                  | The Square Cat                  | 30 luglio 1959      |                  |                  |
| 2               | Love After All                  | Love After All                  | 21 dicembre 1959    |                  |                  |
| 3               | Dad's Tale                      | Dad's Tale                      | 19 dicembre 1960    |                  |                  |
| 4               | Standing Room Only              | Standing Room Only              | 13 luglio 1961      | (12 giugno 1966) |                  |
| 5               | Christmas V Mastermind          | Christmas V Mastermind          | 26 dicembre 1962    |                  |                  |
| 6               | Mr Whatnot                      | Mr Whatnot                      | 12 novembre 1963    | 6 agosto 1964    |                  |
| 7               | Relatively Speaking             | Relatively Speaking             | 9 luglio 1965       | 29 marzo 1967    |                  |
| 8               | The Sparrow                     | The Sparrow                     | 13 luglio 1967      |                  |                  |
| 9               | How The Other Half Loves        | How The Other Half Loves        | 31 luglio 1969      | 5 agosto 1970    | 29 marzo 1971    |
| 10              | Family Circles                  | Family Circles                  | 20 agosto 1970      | 8 ottobre 1974   |                  |
| 11              | Time And Time Again             | Time And Time Again             | 8 luglio 1971       | 16 agosto 1972   |                  |
| 12              | Absurd Person Singular          | Absurd Person Singular          | 26 giugno 1972      | 4 luglio 1973    | 8 ottobre 1974   |
| 13              | The Norman Conquests            | Table Manners                   | 18 giugno 1973      | 9 maggio 1974    | 7 dicembre 1975  |
| 14              | The Norman Conquests            | Living Together                 | 26 giugno 1973      | 21 maggio 1974   | 7 dicembre 1975  |
| 15              | The Norman Conquests            | Round and Round the Garden      | 2 luglio 1973       | 6 giugno 1974    | 7 dicembre 1975  |
| 16              | Absent Friends                  | Absent Friends                  | 17 giugno 1974      | 23 luglio 1975   |                  |
| 17              | Confusions                      | Confusions                      | 30 settembre 1974   | 19 maggio 1976   |                  |
| 18              | Jeeves                          | Jeeves                          |                     | 22 aprile 1975   |                  |
| 19              | Bedroom Farce (Camere da letto) | Bedroom Farce (Camere da letto) | 16 giugno 1975      | 16 marzo 1977    | 29 marzo 1979    |
| 20              | Just Between Ourselves          | Just Between Ourselves          | 28 gennaio 1976     | 20 aprile 1977   |                  |
| 21              | Ten Times Table                 | Ten Times Table                 | 18 gennaio 1977     | 5 aprile 1978    |                  |
| 22              | Joking Apart                    | Joking Apart                    | 11 gennaio 1978     | 7 marzo 1979     |                  |
| 23              | Sisterly Feelings               | Sisterly Feelings               | 10/11 gennaio 1979  | 3/4 giugno 1980  |                  |
| 24              | Taking Steps                    | Taking Steps                    | 28 settembre 1979   | 2 settembre 1980 | 20 febbraio 1991 |
| 25              | Suburban Strains                | Suburban Strains                | 18 gennaio 1980     | 5 febbraio 1981  |                  |
| 26              | Season's Greetings              | Season's Greetings              | 25 settembre 1980   | 29 marzo 1982    |                  |
| 27              | Way Upstream                    | Way Upstream                    | 2 ottobre 1981      | 4 ottobre 1982   |                  |
| 28              | Making Tracks                   | Making Tracks                   | 16 dicembre 1981    | 14 marzo 1983    |                  |
| 29              | Intimate Exchanges              | Affairs in a Tent               | 3 giugno 1982       | 14 agosto 1984   | (31 maggio 2007) |
| 29              | Intimate Exchanges              | Events on a Hotel Terrace       | 3 giugno 1982       | 14 agosto 1984   | (31 maggio 2007) |
| 29              | Intimate Exchanges              | A Garden Fete                   | 3 giugno 1982       | 14 agosto 1984   | (31 maggio 2007) |
| 29              | Intimate Exchanges              | A Pageant                       | 3 giugno 1982       | 14 agosto 1984   | (31 maggio 2007) |
| 29              | Intimate Exchanges              | A Cricket Match                 | 3 giugno 1982       | 14 agosto 1984   | (31 maggio 2007) |
| 29              | Intimate Exchanges              | A Game of Golf                  | 3 giugno 1982       | 14 agosto 1984   | (31 maggio 2007) |
| 29              | Intimate Exchanges              | A One Man Protest               | 3 giugno 1982       | 14 agosto 1984   | (31 maggio 2007) |
| 29              | Intimate Exchanges              | Love in the Mist                | 3 giugno 1982       | 14 agosto 1984   | (31 maggio 2007) |
| 30              | It Could Be Any One Of Us       | It Could Be Any One Of Us       | 5 ottobre 1983      | 14 marzo 1983    |                  |
| 31              | A Chorus of Disapproval         | A Chorus of Disapproval         | 2 maggio 1984       | 1º agosto 1985   |                  |
| 32              | Woman in Mind                   | Woman in Mind                   | 30 maggio 1985      | 3 settembre 1986 |                  |
| 33              | A Small Family Business         | A Small Family Business         |                     | 20 maggio 1987   | 27 aprile 1992   |
| 34              | Henceforward...                 | Henceforward...                 | 30 luglio 1987      | 21 novembre 1988 |                  |
| 35              | Man Of The Moment               | Man Of The Moment               | 10 agosto 1988      | 14 febbraio 1990 |                  |
| 36              | Mr A's Amazing Maze Plays       | Mr A's Amazing Maze Plays       | 30 novembre 1988    | 4 marzo 1993     |                  |
| 37              | The Revengers' Comedies         | The Revengers' Comedies         | 13 giugno 1989      | 13 marzo 1991    |                  |
| 38              | Invisible Friends               | Invisible Friends               | 23 novembre 1989    | 13 marzo 1991    |                  |
| 39              | Body Language                   | Body Language                   | 21 maggio 1990      |                  |                  |
| 40              | This Is Where We Came In        | This Is Where We Came In        | 4/11 gennaio 1990   |                  |                  |
| 41              | Callisto 5                      | Callisto 5                      | 12 dicembre 1990    |                  |                  |
| 42              | Wildest Dreams                  | Wildest Dreams                  | 6 maggio 1991       | 14 dicembre 1993 |                  |
| 43              | My Very Own Story               | My Very Own Story               | 10 agosto 1991      |                  |                  |
| 44              | Time Of My Life                 | Time Of My Life                 | 21 aprile 1992      | 3 agosto 1993    |                  |
| 45              | Dreams From A Summer House      | Dreams From A Summer House      | 26 agosto 1992      |                  |                  |
| 46              | Communicating Doors             | Communicating Doors             | 2 febbraio 1994     | 7 agosto 1995    |                  |
| 47              | Haunting Julia                  | Haunting Julia                  | 20 aprile 1994      |                  |                  |
| 48              | The Musical Jigsaw Play         | The Musical Jigsaw Play         | 1º dicembre 1994    |                  |                  |
| 49              | A Word From Our Sponsor         | A Word From Our Sponsor         | 20 aprile 1995      |                  |                  |
| (18)            | By Jeeves                       | By Jeeves                       | 2 luglio 1996       | 2 luglio 1996    | 28 ottobre 2001  |
| 50              | The Champion Of Paribanou       | The Champion Of Paribanou       | 4 dicembre 1996     |                  |                  |
| 51              | Things We Do For Love           | Things We Do For Love           | 29 aprile 1997      | 2 marzo 1998     |                  |
| 52              | Comic Potential                 | Comic Potential                 | 4 giugno 1998       | 13 ottobre 1999  |                  |
| 53              | The Boy Who Fell Into A Book    | The Boy Who Fell Into A Book    | 4 dicembre 1998     |                  |                  |
| 54              | House and Garden                | House                           | 17 giugno 1999      | 8 agosto 2000    |                  |
| 55              | House and Garden                | Garden                          | 17 giugno 1999      | 8 agosto 2000    |                  |
| (41)            | Callisto#7                      | Callisto#7                      | 4 dicembre 1999     |                  |                  |
| 56              | Virtual Reality                 | Virtual Reality                 | 8 febbraio 2000     |                  |                  |
| 57              | Whenever                        | Whenever                        | 5 dicembre 2000     |                  |                  |
| 58              | Damsels in Distress             | GamePlan                        | 29 maggio 2001      | 7 settembre 2002 |                  |
| 59              | Damsels in Distress             | FlatSpin                        | 3 luglio 2001       | 7 settembre 2002 |                  |
| 60              | Damsels in Distress             | RolePlay                        | 4 settembre 2001    | 7 settembre 2002 |                  |
| 61              | Snake in the Grass              | Snake in the Grass              | 5 giugno 2002       |                  |                  |
| 62              | The Jollies                     | The Jollies                     | 3 dicembre 2002     |                  |                  |
| 63              | Sugar Daddies                   | Sugar Daddies                   | 23 luglio 2003      |                  |                  |
| 64              | Orvin - Champion Of Champions   | Orvin - Champion Of Champions   | 8 agosto 2003       |                  |                  |
| 65              | My Sister Sadie                 | My Sister Sadie                 | 2 dicembre 2003     |                  |                  |
| 66              | Drowning on Dry Land            | Drowning on Dry Land            | 4 maggio 2004       |                  |                  |
| 67              | Private Fears in Public Places  | Private Fears in Public Places  | 17 agosto 2004      | (5 maggio 2005)  | (9 giugno 2005)  |
| 68              | Miss Yesterday                  | Miss Yesterday                  | 2 dicembre 2004     |                  |                  |
| 69              | Improbable Fiction              | Improbable Fiction              | 31 maggio 2005      |                  |                  |
| 70              | If I Were You                   | If I Were You                   | 17 ottobre 2006     |                  |                  |
| 71              | Things That Go Bump             | Life and Beth                   | 22 luglio 2008      |                  |                  |
| 72              | Awaking Beauty                  | Awaking Beauty                  | 16 dicembre 2008    |                  |                  |
| 73              | My Wonderful Day                | My Wonderful Day                | 13 ottobre 2009     |                  |                  |
| 74              | Life of Riley                   | Life of Riley                   | 16 settembre 2010   |                  |                  |
| 75              | Neighbourhood Watch             | Neighbourhood Watch             | 13 settembre 2011   |                  |                  |

## Edizioni in italiano delle opere di Alan Ayckbourn
- Teatro, Genova, Costa & Nolan, 1989. ISBN 88-7648-077-3. [Contiene: Confusioni, Camera da letto]